# Nebojša Jelenković
Nebojša Jelenković (ur. 26 maja 1978 w Nowym Sadzie) – serbski piłkarz występujący na pozycji pomocnika.